# Periophthalmus argentilineatus
Periophthalmus argentilineatus — вид стрибунів, родина Оксудеркових (Oxudercidae). Поширений вздовж берегів Індо-Пацифіці від півдня Червоного моря до Південної Африки, на схід до Маріан і Самоа, на північ до островів Рюкю, на південь до західної Австралії та Океанії. Морська тропічна мангрова риба, що сягає 19 см довжиною.